# Geodorum densiflorum
Geodorum densiflorum es una especie de orquídea de hábito terrestre originaria de Asia.

## Descripción
Es una orquídea de tamaño mediano, que prefiere el clima, caliente, con hábito creciente terrestre. Tiene pseudobulbos esféricos que llevan de 2 a 5 hojas, lanceoladas a oblongo-elípticas, plegadas y pecioladas. Florece en el otoño y la primavera con una inflorescencia erecta, basal, de 10 a 25 cm desde el principio y extendida de 30 a 40 cm con de 10 a 25 flores con el raquis corto y flores de cera, que se agolpaban en el vértice.
Esta especie se encuentra en Cantón, Guangxi, Guizhou, Hainan, Sichuan y Yunnan de China y en Assam, Bangladés, India, Sri Lanka, las Islas Andaman, Birmania, Tailandia, Laos, Camboya, Vietnam, Hong Kong, Borneo, Java, Sumatra, Malasia, islas de la Sonda, Islas Molucas, Célebes, Filipinas, Islas Bismark, Nueva Guinea, Islas Salomón, Queensland, Australia Occidental, Fiyi, Niue, Nueva Caledonia, Samoa, Tonga, Vanuatu, Islas Carolinas, Islas Marianas y Taiwán en los pastizales húmedos, zonas de arena detrás de las playas y selvas tropicales, así como en los bosques semicaducos y caducifolios secos de tierras bajas y bosques de sabana en las elevaciones desde el nivel del mar de hasta 1800 metros.

## Taxonomía
Geodorum densiflorum  fue descrita por (Lam.) Schltr.  y publicado en Repertorium Specierum Novarum Regni Vegetabilis, Beihefte 4: 259. 1919.
Sinonimia
- Arethusa glutinosa Blanco
- Cistella cernua (Willd.) Blume
- Cymbidium pictum R.Br.
- Dendrobium haenkeanum Steud.
- Dendrobium nutans C.Presl
- Geodorum candidum (Roxb.) Lindl.
- Geodorum formosanum Rolfe ex Hemsl.
- Geodorum fucatum Lindl.
- Geodorum neocaledonicum Kraenzl.
- Geodorum nutans (C.Presl) Ames
- Geodorum pacificum Rolfe
- Geodorum pictum (R.Br.) Lindl.
- Geodorum rariflorum Lindl.
- Geodorum semicristatum Lindl.
- Geodorum tricarinatum Schltr.
- Limodorum candidum Roxb.
- Limodorum densiflorum Lam. basónimo
- Malaxis cernua Willd.
- Ortmannia cernua (Willd.) Opiz
- Otandra cernua (Willd.) Salisb.
- Tropidia grandis Hance[3][4]